# Zdeněk Deršák
Zdeněk Deršák (6. září 1916 Lázně Bělohrad – ?) byl český fotbalový útočník. Jeho bratři Jaroslav Deršák a Vítězslav Deršák byli také ligoví fotbalisté.

## Fotbalová kariéra
V československé lize hrál za ŠK Bratislava a za SK Pardubice. Rychlé a technicky vybavené pravé křídlo. V roce 1937 mu v zápase na Kladně zalehl a zlomil nohu stokilový brankář Tichý a přerušil tak jeho slibnou kariéru.

## Ligová bilance
| Ročník          | Zápasy | Góly | Klub          |
| --------------- | ------ | ---- | ------------- |
| I. liga 1935/36 | 10     | 2    | ŠK Bratislava |
| I. liga 1936/37 | 12     | 2    | ŠK Bratislava |
| I. liga 1938/39 | 4      | 0    | ŠK Bratislava |
| I. liga 1939/40 | 1      | 0    | SK Pardubice  |
| CELKEM I. LIGA  | 27     | 4    |               |